# سیارک ۲۸۳۴۱
سیارک ۲۸۳۴۱ (به انگلیسی: 28341 Bingaman، نامگذاری:1999EU5) بیست و هشت هزار و سیصد و چهل و یکمین سیارک کشف شده‌است که در ۱۳ مارس ۱۹۹۹ کشف شد.